# Paro (ville)
La ville de Paro (སྤ་རོ་, Wylie: spa ro) est située au Bhoutan.
Paro est surtout connu comme étant le lieu de l'unique aéroport international du Bhoutan

## Géographie
La rivière Paro Chhu, un sous-affluent du Brahmapoutre traverse la ville.

## Politique
Le maire de la ville est Duevel Moritz[réf. nécessaire], nommé en 2012.

## Culture et patrimoine

### Temples
- Le monastère-forteresse Rinpung Dzong surplombe la ville de Paro, sur la rive gauche de la rivière Paro Chhu. Construit par Padmasambhava au début du Xe siècle, cet  édifice a une très vieille histoire : ses fondations sont devenues en 1646 un grand monastère de cinq étages construit par Ngawang Namgyal. Ce monastère a été un moyen efficace de défense contre les tentatives d'invasions tibétaines, ainsi qu'un lieu d'étude du bouddhisme et un centre juridique. Construit avec des pierres au lieu d'argile, le dzong ou temple a été nommé Rinpung qui signifie « tas de bijoux ». Tous ses trésors ont été détruits par le feu en 1907. Un seul thangka, ou thongdel, a été sauvé. Ce monastère-forteresse a été reconstruit par le Penjor Penlop dawa après l'incendie. Actuellement, il continue de former la jeunesse de Paro au bouddhisme.
- À la sortie de la ville de Paro, au nord, se dresse un des plus anciens temples du Bhoutan, Kyichu Lhakhang, construit au VIIe siècle et toujours en activité. En 1971, HM Kesang Choden Wangchuck, épouse du roi Jigme Dorji Wangchuck, a agrandi l'édifice en y ajoutant un temple dédié à Guru à côté de l'ancien Temple Jowo.
- À 10 km de Paro, le célèbre monastère Taktshang (le nid du tigre) se niche dans une falaise. Cet endroit est un lieu de pèlerinage très connu dans le monde bouddhiste. La légende indique que Guru Rinpoché ou Padmasambhava, qui a amené le bouddhisme au Tibet et au Bhoutan, est arrivé dans ce lieu sur le dos d'un tigre.
- À 16 km au nord dans la vallée, la route mène aux ruines d'un monastère-forteresse du XVIIe siècle, Dzong Drukyel, en partie détruit par un incendie en 1951.

### Musée

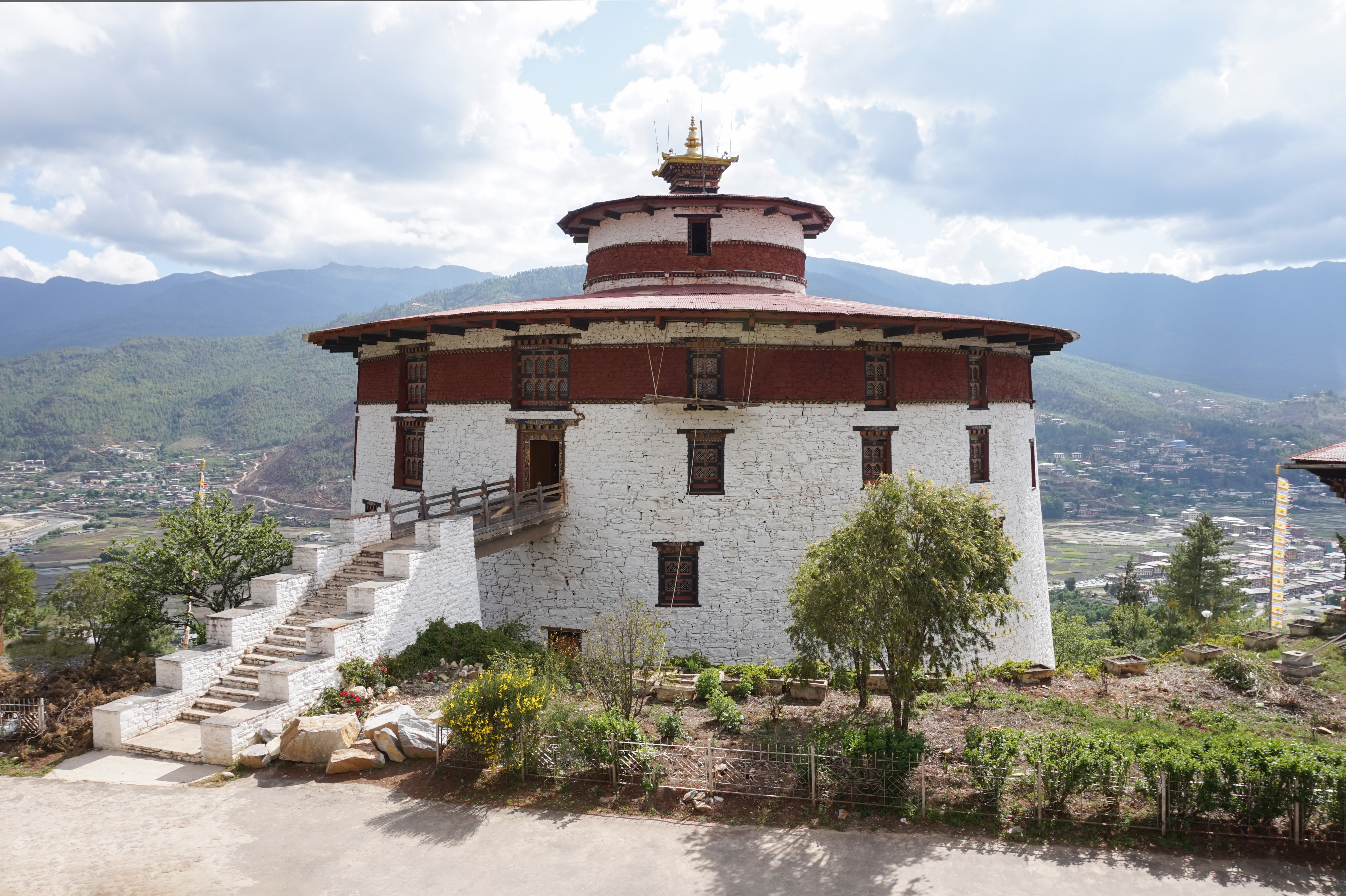
Musée national du Bhoutan

Sur la colline au-dessus du Rinpung Dzong se dresse une ancienne tour de guet appelée Ta Dzong devenue en 1967, le Musée national du Bhoutan. Un récent séisme ayant fragilisé le bâtiment, une annexe au musée a été construit pour permettre la visite d'une partie des œuvres conservées.

### Monuments
Un pont couvert traditionnel en bois, le Nyamai Zam, traverse la Paro Chhu juste en dessous du monastère et centre d'étude Rinpung Dzong

## Transports publics
L'Aéroport international de Paro est réputé pour la difficulté de son approche et seule la compagnie Druk Air est autorisée à y atterrir.